# Burg Rabsztyn

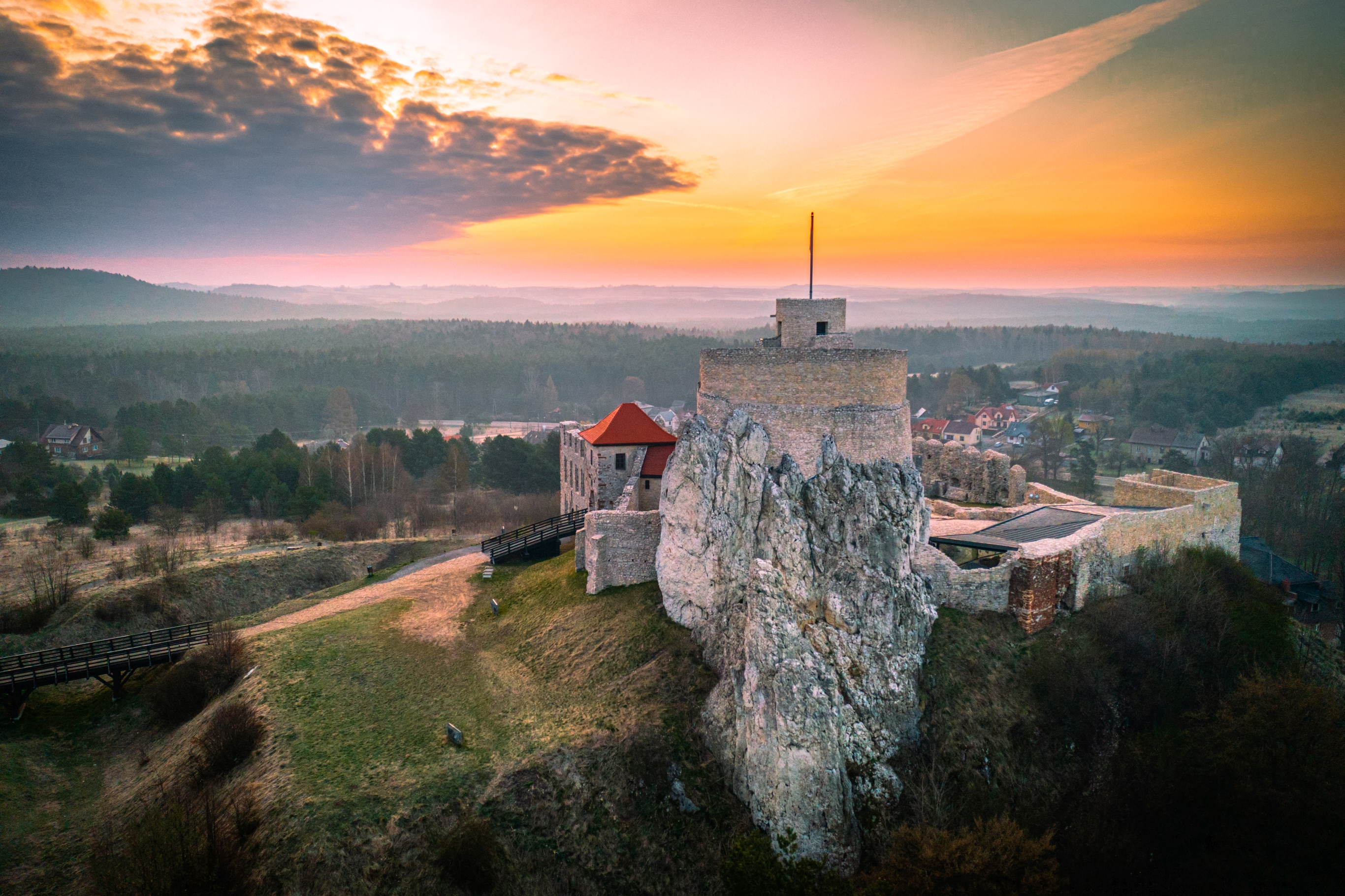
Luftbild

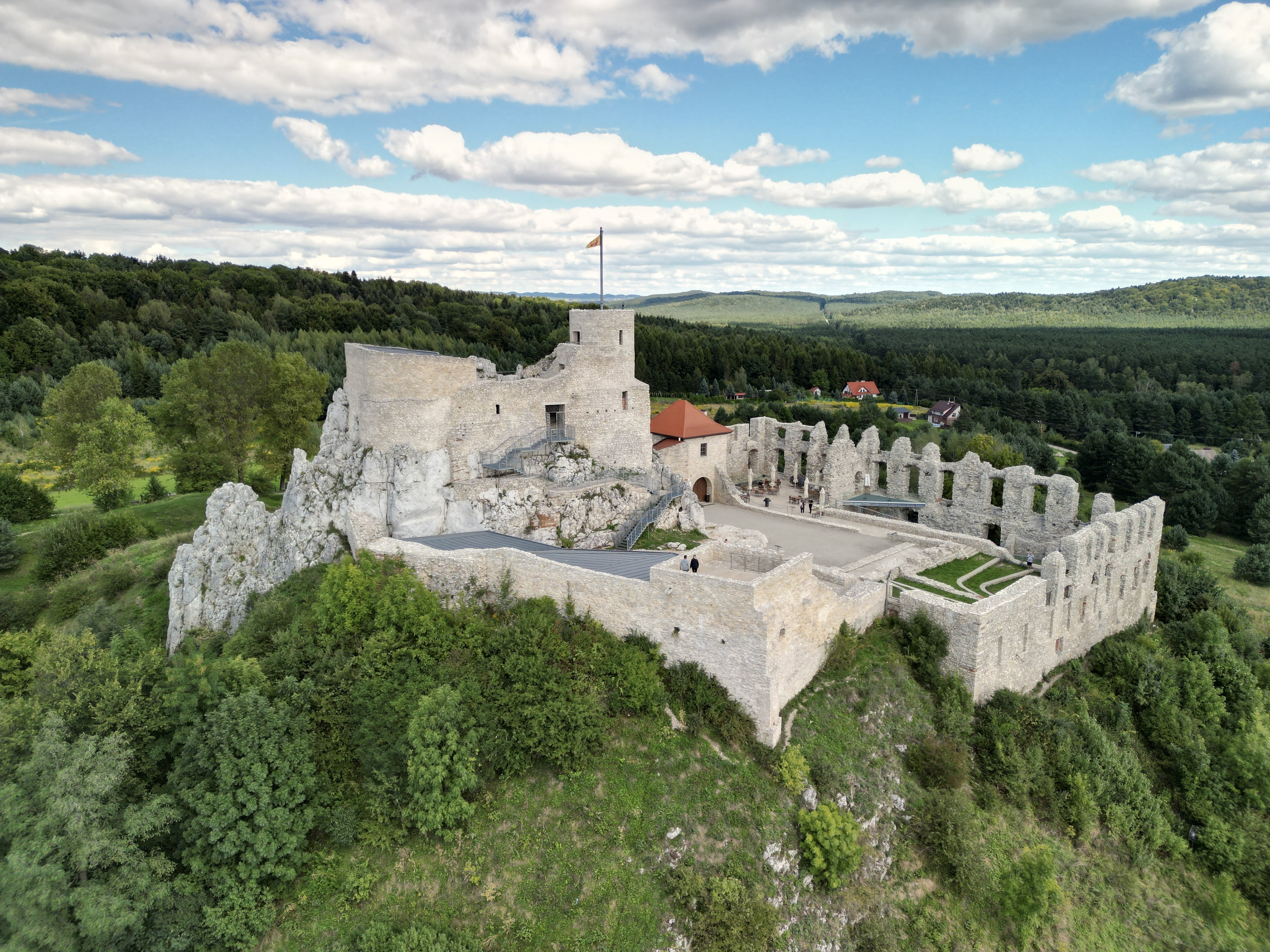
Luftbild

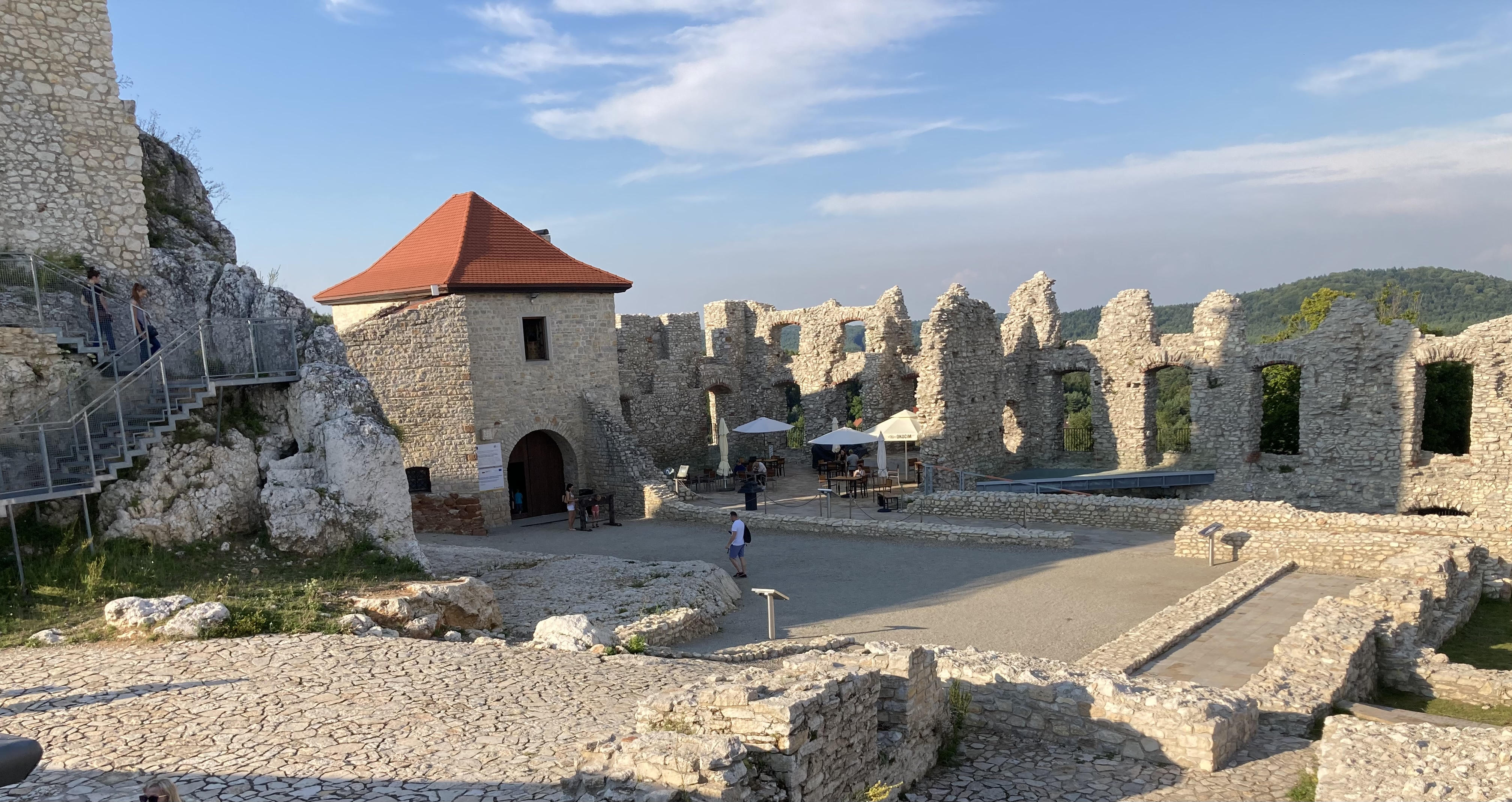
Innenhof

Die Burg Rabsztyn (polnisch: Zamek w Rabsztynie) ist eine Burg in Rabsztyn unweit von Olkusz im Krakau-Tschenstochauer Jura. Sie ist eine der Adlerhorstburgen aus dem 14. Jahrhundert an der ehemaligen Grenze zwischen dem Königreich Polen und dem Königreich Böhmen. Der Name leitet sich vom gleichnamigen Berg ab, der wiederum vom deutschen Wort Rabenstein herrührt.

## Geschichte
Archäologische Funde legen die Annahme nahe, dass die Burg bereits im 13. Jahrhundert bestand. Gründungssagen nennen Johann Muskata, Wenzel II. von Böhmen und die Toporczyk aus Morawica als Erbauer. Kasimir der Große ließ die Burg ausbauen.  1396 ist erstmals ein Burggraf urkundlich fassbar. Zuvor war die Burg Sitz eines Starosten an dem Handelsweg Via Regia zwischen Breslau und Krakau. Spytek Melsztyński wurde von Władysław II. Jagiełło mit der Burg beliehen. Sie blieb bis zur Mitte des 15. Jahrhunderts in den Händen der Melsztyński, die mit den Hussiten sympathisierten und 1439 in der Schlacht bei Grotniki vom Krakauer Bischof Zbigniew Oleśnicki geschlagen wurden. Die Burg wurde konfisziert, jedoch belieh Władysław III. die Witwe des letzten Melsztyński erneut mit der Burg. 1441 fiel die Burg durch Heirat an Andrzej Tęczyński und blieb bis 1509 bei den Tęczyński, die sich später nach der Burg Rabsztyński nannten. 1511 erwarb Andrzej Kościelecki die Burg, nach dessen Tod 1515 fiel sie an Hans Boner und später Severin Boner. Bei den Bonerowie blieb sie vier Generationen bis 1592. Die Bonerowie hatten hier unter anderem König Heinrich III. von Polen und Frankreich zu Gast. Während der Thronstreitigkeiten 1587–88 in Polen-Litauen hielt die Burg einer Belagerung durch die Zborowski aus dem Habsburgischen Lager stand und die Burgbesatzung beteiligte sich an der Zerschlagung eines Entsatzheeres, das Maximilian III. von Habsburg zur Hilfe nach Krakau eilte. 1592 kam die Burg an die Firlej. 1599 baute Mikołaj Wolski die untere Burg zu einem Spätrenaissance-Schloss aus. Die Arbeiten wurden wahrscheinlich nach 1630 von Zygmunt Gonzaga Myszkowski fortgesetzt. 1657 wurde die Anlage von schwedischen Truppen während der Schwedischen Sintflut zerstört. Ein Wiederaufbau wurde nicht zu Ende gebracht, auch wenn das Schloss noch bis ins 18. Jahrhundert bewohnt wurde. Im 18. Jahrhundert zogen die Eigentümer in ein neuerrichtetes Schloss im Ort Rabsztyn um. Eine teilweise Rekonstruktion wird im 21. Jahrhundert versucht.